# Јордан Цветановић
Јордан Цветановић (Никшић, 1982) српски је драматург и писац.

## Биографија
Дипломирао је драматургију на Факултету драмских уметности у Београду.
Цветановић је аутор збирке прича „Приче за тешку ноћ, успаванка за одрасле“ (Просвета, 2003), која је преведена на словеначки језик и објављена 2007. (Шкуц, Љубљана).
Никшићко Градско позориште изведен је његов комад „Претис лонац (комад за понијети)“ 2003. у режији Драгана Маринковића, а годину дана касније исти комад је имао и премијеру на италијанском језику на фестивалу „Глумци траже писца“ у Риму у позоришту „Љуирино“.
У марту 2009. Атеље 212 поставља његов комад „Терапија“ у режији Горана Марковића.
Бавио се новинарством и објављивао чланке за неколико портала и медија.

## Награде
Цветановићев комад „Симптоми (комедија о болесном друштву)“ освојио је прву награду у оквиру конкурса „Нови драмски текст“ Народног позоришта у Суботици.
Добитник је награде за драмско стваралаштво „Борислав Михајловић Михиз“.

## Дела
- Приче за тешку ноћ, успаванка за одрасле, 2003, Београд
- Терапија, 17.03.2009, Београд, Атеље 212[6]
- Симптоми, 13.05.2011, Суботица, Народно позориште[6]
- Животињска фарма, 31.03.2016, Пирот, Народно позориште[6]
- Кад је Ниче плакао, 14.02.2019, Београд, Театар Вук[6][7]
- Срце у јунака Краљевића Марка, 23.10.2019, Београд, Мало позориште 'Душко Радовић'[6]
- Фемкање, 25. 03. 2022, Београд, Театар Вук[8]